# Georg Staehelin (Grafikdesigner)
Georg Staehelin (* 1942 in Basel; † 2023) war ein Schweizer Grafikdesigner, Typograf und Plakatkünstler.

## Leben und Werk
Georg Staehelin besuchte von 1958 bis 1963 den Vorkurs und die Fachklasse für Grafik an der Allgemeinen Gewerbeschule Basel (AGS). Armin Hofmann und Emil Ruder waren hier seine Lehrer. Nach seinem Abschluss arbeitete er in den 1960er Jahren in verschiedenen Design-Büros, zunächst im Atelier von Gérard Ifert in Basel und Paris, anschliessend bei der Designagentur Total Design in Amsterdam, danach im Studio Crosby/Fletcher/Forbes in London. 1969 baute Georg Staehelin das Zürcher Studio von Pentagram Design auf, das er bis 1977 leitete. Ab 1977 führte er ein eigenes Design-Büro in Ottenbach bei Zürich.
Von 1977 bis 1990 war Staehelin Lehrer in der Fachklasse für Fotografie an der Schule für Gestaltung Zürich (ehemals Kunstgewerbeschule Zürich). Zu den wichtigen Arbeiten in seinem Schaffen gehören die visuellen Erscheinungsbilder für Bally International, das St. Galler Modeunternehmen Akris, die Wohnbedarf AG Zürich, den Möbelhersteller Lehni und Plakate für die Museen für Gestaltung Basel und Zürich.
Georg Staehelins Arbeiten wurden mehrfach ausgezeichnet, unter anderem bei den Wettbewerben «Die schönsten Schweizer Bücher» und «Schweizer Plakate des Jahres». Auf der 16. Plakat-Biennale Warschau 1998 wurde Georg Staehelin mit Gold prämiert.